# Leokadia Dukiewicz
Leokadia Wirginia Dukiewicz (ur. 10 października 1926 w Tarnowskich Górach, zm. 23 października 2018 w Poznaniu) – polska językoznawczyni, prof. dr hab. Uniwersytetu Marii Curie-Skłodowskiej w Lublinie (UMCS), specjalistka w dziedzinie fonetyki.

## Życiorys
Córka Hermana i Elfrydy. W 1959 roku obroniła pracę doktorską pt. „Trójwymiarowa analiza mowy”. Stopień doktora habilitowanego uzyskała w 1979 na podstawie pracy „Intonacja wypowiedzi polskich”.8 lipca 1997 uzyskała tytuł profesora nauk humanistycznych. Członek Poznańskiego Towarzystwa Przyjaciół Nauk, Polskiego Towarzystwa Fonetycznego oraz Polskiego Towarzystwa Językoznawczego. Była pracownik UMCS. Zmarła 23 października 2018. Pochowana na cmentarzu Górczyńskim w Poznaniu.

## Publikacje
- Analiza mowy nagranej wstecz, „Język Polski” XXXVIII, 196–203, 1958.
- Polskie głoski nosowe. Analiza akustyczna, Warszawa: PWN, 1967.
- The Accoustic-Phonetic Correlates of ą, ę in Present-Day Polish. W: W. Jassem (red.), Speech Analysis and Synthesis, vol. I. Warszawa: PAN, 53–68, 1968.
- Polskie diady spółgłoskowe typu TS i ST, „Prace IPPT PAN” 23, 1–28, 1968.
- Cechy prozodyczne i audytywna rozróżnialność niektórych wypowiedzi pytajnych i kontynuatywnych oraz niezakończonych i zakończonych w języku polskim. „Polonica” I, Kraków, 29–69, 1975.
- Intonacja wypowiedzi polskich, Wrocław, 1978.
- (wraz z Ireną Sawicką) Fonetyka i fonologia, Wydawnictwo Instytutu Języka Polskiego PAN, Kraków, 1995, 13 s. ISBN 83-85579-37-0
- Wybór terminów używanych w fonetyce. Definicje, objaśnienia, „Polonica” 19, 1998, 187–203.